# 黒田能勝
黒田 能勝（くろだ よしかつ 1942年 - ）は、日本の彫刻家、教育学者。元群馬大学教授。栃木県出身。

## 来歴・人物
- 1966年 東京芸術大学美術学部彫刻科卒業
- 1968年 東京芸術大学大学院美術研究科彫刻専攻修士課程主席修了
- 1976年 イタリア国立フィレンツェ美術学校イタリア彫刻科入学、（1978年に中退）
- 1989年 群馬大学教授

群馬県立高崎女子高等学校、前橋市、高崎市、伊勢崎市、大田原市などの記念碑を制作している。

## 研究実績
- 2004年 - 第8回東村商工祭石彫刻展審査